# Bonlieu
Cet article concerne la commune de Bonlieu située dans le Jura. Pour le centre culturel Bonlieu d'Annecy, voir Centre culturel de Bonlieu.
Bonlieu est une commune française située dans le département du Jura, dans la région culturelle et historique de Franche-Comté et la région administrative Bourgogne-Franche-Comté.
Ses habitants sont les Chiettards et Chiettardes.

## Géographie

### Climat
Pour des articles plus généraux, voir Climat de la Bourgogne-Franche-Comté et Climat du département du Jura.
En 2010, le climat de la commune est de type climat de montagne, selon une étude du Centre national de la recherche scientifique s'appuyant sur une série de données couvrant la période 1971-2000. En 2020, Météo-France publie une typologie des climats de la France métropolitaine dans laquelle la commune est dans une zone de transition entre le climat semi-continental et le climat de montagne et est dans la région climatique  Jura, caractérisée par une forte pluviométrie en toutes saisons (1 000 à 1 500 mm/an), des hivers rigoureux et un ensoleillement médiocre. 
Pour la période 1971-2000, la température annuelle moyenne est de 7,9 °C, avec une amplitude thermique annuelle de 15,9 °C. Le cumul annuel moyen de précipitations est de 1 814 mm, avec 14,1 jours de précipitations en janvier et 10,6 jours en juillet. Pour la période 1991-2020, la température moyenne annuelle observée sur la station météorologique de Météo-France la plus proche, « Cogna », sur la commune de Cogna à 8 km à vol d'oiseau, est de 10,8 °C et le cumul annuel moyen de précipitations est de 1 557,5 mm. 
La température maximale relevée sur cette station est de 39 °C, atteinte le 12 août 2003 ; la température minimale est de −18,5 °C, atteinte le 6 février 2012,,. 
Les paramètres climatiques de la commune ont été estimés pour le milieu du siècle (2041-2070) selon différents scénarios d'émission de gaz à effet de serre à partir des nouvelles projections climatiques de référence DRIAS-2020. Ils sont consultables sur un site dédié publié par Météo-France en novembre 2022.

## Urbanisme

### Typologie
Au 1er janvier 2024, Bonlieu est catégorisée commune rurale à habitat dispersé, selon la nouvelle grille communale de densité à sept niveaux définie par l'Insee en 2022.
Elle est située hors unité urbaine et hors attraction des villes,.

### Occupation des sols
L'occupation des sols de la commune, telle qu'elle ressort de la base de données européenne d’occupation biophysique des sols Corine Land Cover (CLC), est marquée par l'importance des forêts et milieux semi-naturels (65 % en 2018), en diminution par rapport à 1990 (72,2 %). La répartition détaillée en 2018 est la suivante : 
forêts (59,3 %), prairies (19,6 %), zones agricoles hétérogènes (10,1 %), milieux à végétation arbustive et/ou herbacée (5,7 %), zones urbanisées (3,4 %), eaux continentales (1,9 %). L'évolution de l’occupation des sols de la commune et de ses infrastructures peut être observée sur les différentes représentations cartographiques du territoire : la carte de Cassini (XVIIIe siècle), la carte d'état-major (1820-1866) et les cartes ou photos aériennes de l'IGN pour la période actuelle (1950 à aujourd'hui).

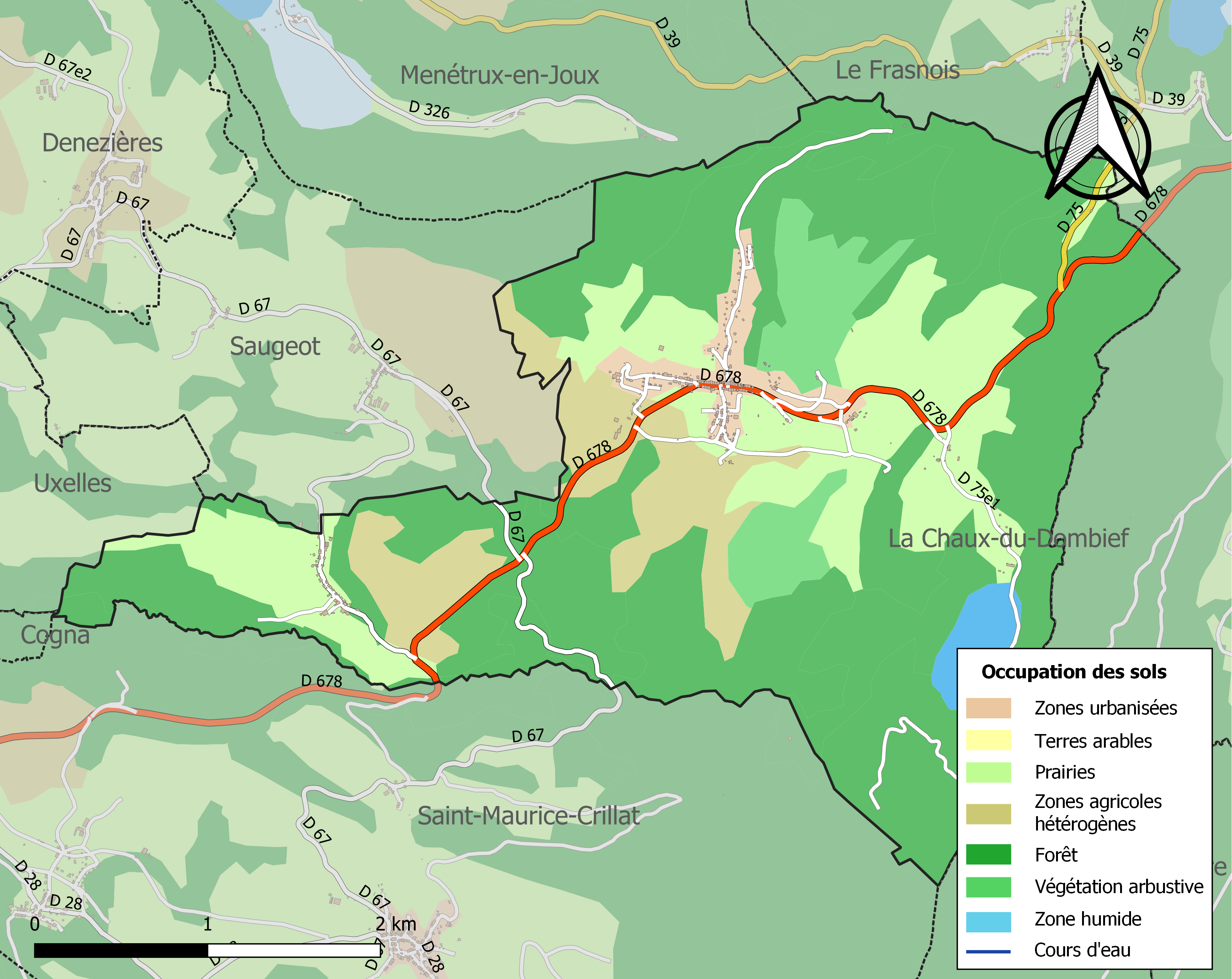
Carte des infrastructures et de l'occupation des sols de la commune en 2018 (CLC).

## Histoire
En 1824, la commune fusionne avec celle de Bouzailles.
En 1888, la commune, qui s’appelait « Les Petites Chiettes », change de nom pour Bonlieu,, qui était celui d’un lieu-dit où se trouvait un couvent (Conventui Boni Loci, cité en 1319). Ses habitants continuent ainsi d'être appelés les Chiettards.
La commune était autrefois desservie par les chemins de fer vicinaux du Jura.
Bonlieu se trouve à une dizaine de kilomètres du lâc de chalain, ainsi qu’a 22 kilomètres de celui de clairvaux.

## Politique et administration

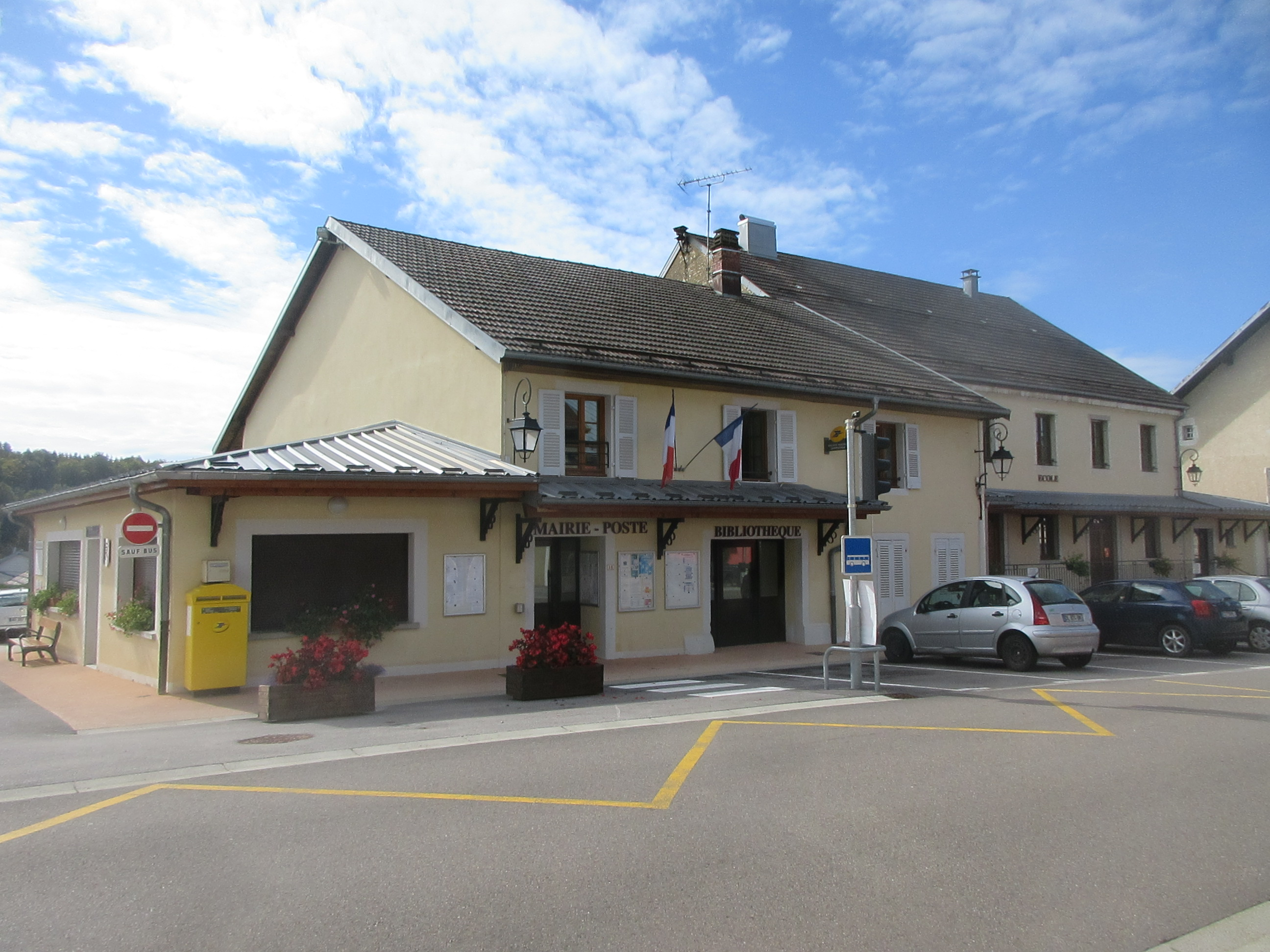
Mairie.

| Période   | Période  | Identité    | Étiquette | Qualité |
| --------- | -------- | ----------- | --------- | ------- |
| mars 2001 | En cours | Hervé Revol | DVD       | Cadre   |

## Démographie
L'évolution du nombre d'habitants est connue à travers les recensements de la population effectués dans la commune depuis 1793. Pour les communes de moins de 10 000 habitants, une enquête de recensement portant sur toute la population est réalisée tous les cinq ans, les populations de référence des années intermédiaires étant quant à elles estimées par interpolation ou extrapolation. Pour la commune, le premier recensement exhaustif entrant dans le cadre du nouveau dispositif a été réalisé en 2006.

En 2022, la commune comptait 218 habitants, en évolution de −15,5 % par rapport à 2016 (Jura : −0,81 %, France hors Mayotte : +2,11 %).
| 1793 | 1800 | 1806 | 1821 | 1831 | 1836 | 1841 | 1846 | 1851 |
| ---- | ---- | ---- | ---- | ---- | ---- | ---- | ---- | ---- |
| 210  | 578  | 582  | 543  | 704  | 688  | 688  | 647  | 604  |

| 1856 | 1861 | 1866 | 1872 | 1876 | 1881 | 1886 | 1891 | 1896 |
| ---- | ---- | ---- | ---- | ---- | ---- | ---- | ---- | ---- |
| 525  | 527  | 534  | 465  | 445  | 486  | 424  | 380  | 362  |

| 1901 | 1906 | 1911 | 1921 | 1926 | 1931 | 1936 | 1946 | 1954 |
| ---- | ---- | ---- | ---- | ---- | ---- | ---- | ---- | ---- |
| 301  | 343  | 270  | 221  | 214  | 210  | 211  | 220  | 231  |

| 1962 | 1968 | 1975 | 1982 | 1990 | 1999 | 2006 | 2011 | 2016 |
| ---- | ---- | ---- | ---- | ---- | ---- | ---- | ---- | ---- |
| 213  | 195  | 170  | 158  | 206  | 225  | 238  | 266  | 258  |

| 2021 | 2022 | - | - | - | - | - | - | - |
| ---- | ---- | - | - | - | - | - | - | - |
| 234  | 218  | - | - | - | - | - | - | - |

## Culture locale et patrimoine

### Lieux et monuments
- Église Saint-Jean-Baptiste ;
- Chapelle Saint-Matthieu, à Bouzailles ;

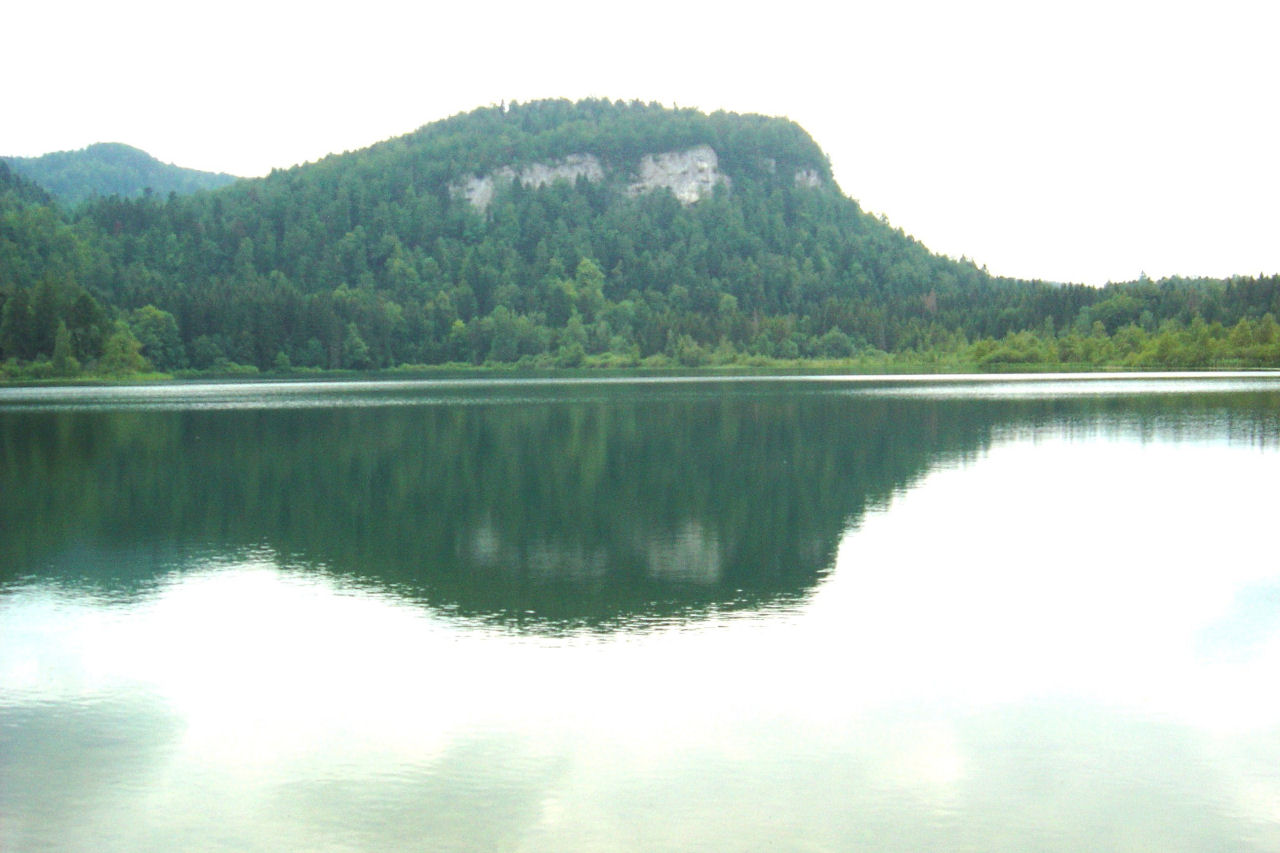
Le lac de Bonlieu.

- Lac de Bonlieu : altitude, 850 m ; longueur, 700 m ; largeur, 300 m ; soit une superficie de 22 ha, et une profondeur maximale de 28 m.
Le lac est situé dans la forêt de Bonlieu composée de sapins pectinés et de hêtres ; elle-même adossée à la vaste forêt communale de la Chaux-du-Dombief. Il alimente la rivière du Hérisson qui forme, après avoir été grossie de l'apport des eaux du lac d'Ilay, les cascades du Hérisson.
Le lac n'est pas accessible sur toute sa périphérie ; l'accès principal s'effectue par la pointe nord. La rive orientale est bordée par un agréable sentier de promenade. Le lac est prisé des pêcheurs et des promeneurs qui peuvent en faire le tour en barque. La rive ouest est à peu près inaccessible car très marécageuse.
Un belvédère situé sur les hauteurs au sud-ouest offre une vue magnifique sur le lac de Bonlieu, le pic de l'Aigle, les lacs d'Ilay et les deux lacs du Maclu.
Bernard Clavel a célébré la poésie du lac dans un recueil : Bonlieu ou le silence des nymphes[20].
- La chartreuse de Bonlieu (ruines disparues en 1944), fondée en 1170 par Thibert de Montmorot ; le domaine de l'abbaye s'étendit progressivement à toutes les terres entre La Chaux-du-Dombief et Saint-Cloud (aujourd'hui Denezières). Les bâtiments, entourés de jardins en terrasses, occupaient les quatre côtés d'un carré de plus de 2,5 ha de surface avec au centre de la cour, l'église et le cimetière. L'aile du cloître était divisée en 12 cellules. Peste au XIVe siècle, dévastations à la suite de plusieurs guerres dont celles du XVIIe siècle et exactions des seigneurs de l'Aigle ruinèrent progressivement la chartreuse. L'ancien abbé de Baume-les-Messieurs, Jean de Watteville (1659-1702), y fut moine au XVIIe siècle après une vie de soldat et un duel où il tua un gentilhomme espagnol au service de la Reine d'Espagne. Il fut obligé de fuir et de se cacher ; converti, il se réfugia à Bonlieu où il endossa la robe de chartreux.
La chartreuse fut déclarée bien national à la Révolution et convertie en manufacture d'armes et de salpêtre puis vendue. En 1944, lors des terribles combats de la Libération, les quelques bâtiments restants ont été incendiés par les Allemands ; il n'en reste aucune trace de nos jours. Un hôtel fut construit à leur emplacement.

### Personnalités liées à la commune
- L'amiral Bernard Louzeau qui y possédait une maison y a été enterré le 14 septembre 2019[21].

### Légendes
Un personnage légendaire se rencontre quelquefois dans les sentiers de la forêt de Bonlieu, « lorsque les ombres du soir épaississent celles qui règnent déjà sous le dôme des hêtres et des sapins ». C'est, assure-t-on, un grand seigneur de la contrée qui aurait connu une mort bien cruelle. Passant un soir par les mêmes lieux, ce haut baron fut tout à coup assailli et pris à la gorge par une troupe de chats noirs qui tenaient le sabbat sur un arbre de la forêt, et succomba sous le nombre, victime de la sorcellerie. C'est pour cela qu'on le voit encore souillé de son sang, errer tristement sur le théâtre de sa catastrophe. L'esprit de ce guerrier n'est pas le seul que l'on connaisse : il en existe de semblables ailleurs, comme le cavalier de Montécheroux.